# Менгарелли, Моника
Моника Менгарелли (швед. Monica Mengarelli; род. 11 мая 1959, Стокгольм) — шведская артистка балета, балетмейстер и балетный педагог. Представительница известной шведской балетной династии итальянского происхождения, давшей также Юлиуса и Марио Менгарелли. Жена балетмейстера Бернара Кошара.
Начала заниматься балетом в возрасте четырёх лет в школе Лилиан Карина, в восьмилетнем возрасте дебютировала в балетном спектакле Биргит Кульберг «Медея», с которым помимо серии шведских выступлений гастролировала в Исландии, Великобритании и Италии. Продолжила обучение в школе Королевского балета Швеции, студенткой танцевала в его постановках.
В 1978—2000 гг. в труппе Биргит Кульберг, работала сперва под её руководством, а затем под руководством Матса Эка. Участница ряда заметных телеспектаклей, в том числе балета Кульберг «Фрёкен Юлия» (1980) по одноимённой пьесе Августа Стриндберга (партия Кристины) и балета Эка «Спящая красавица» (1999, партия Изумрудной феи). В 2000 г. закончила выступления на балетной сцене, по этому случаю Шведское радио посвятило балерине специальную программу. После завершения балетной карьеры выступала в драматических ролях в Королевском драматическом театре (в том числе в роли Дамы в тёмном в «Сонате призраков» Стриндберга, 2012).
С 2003 г. работала балетмейстером в Театре танца Сконе в Мальмё. Затем вместе с хореографом Диди Велдман осуществила ряд совместных постановок в Гётеборге, Монреале, Амстердаме и Лондоне. Работала как репетитор на постановках Матса Эка и Аны Лагуна.
Преподавала в школе Королевского балета Швеции, а после 2010 года преимущественно в различных частных балетных школах; среди её учеников Селестен Бутен.